# Gevangenisschip

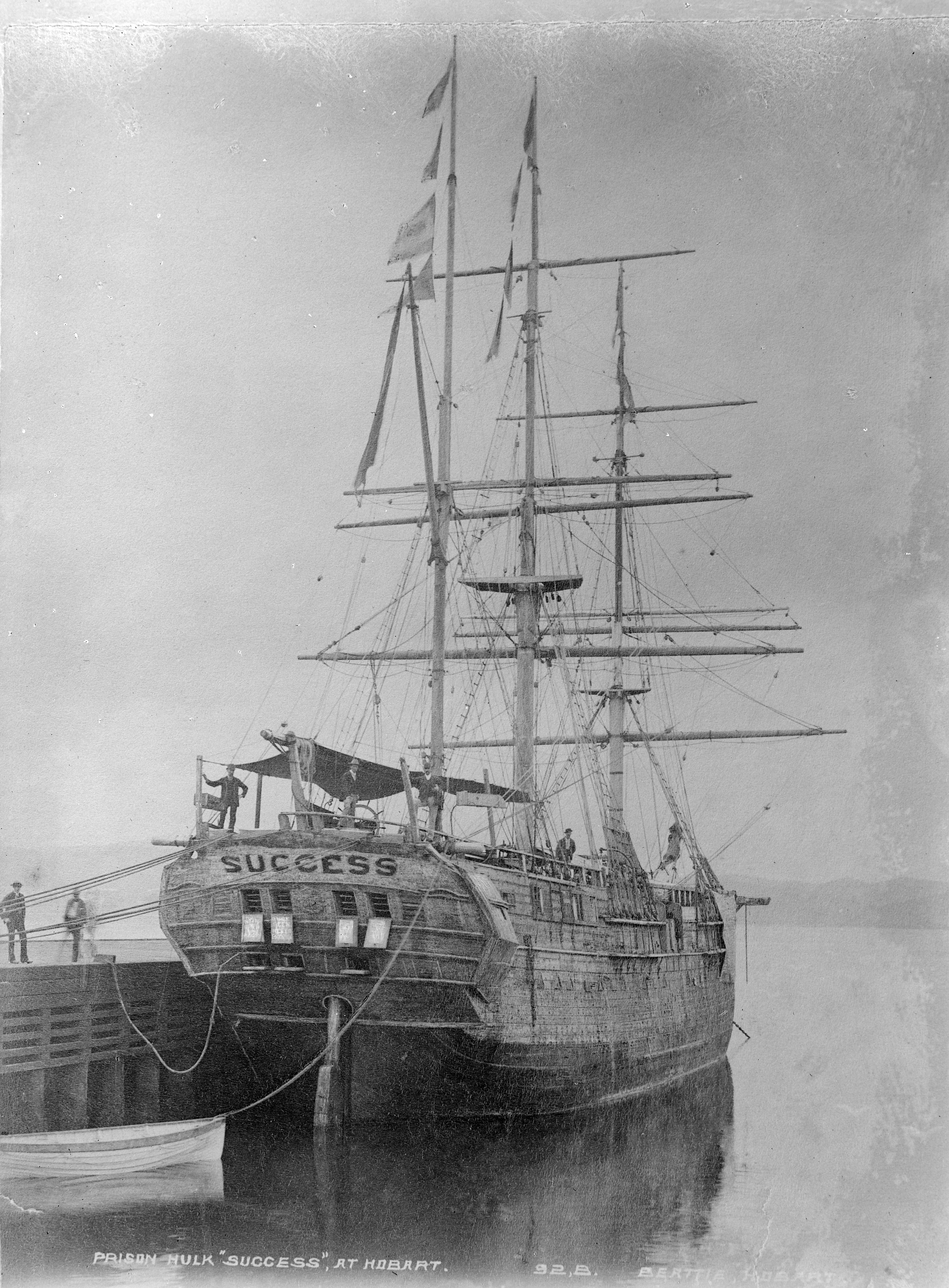
Gevangenschip Succes gebouwd in 1840.

Een gevangenisschip is een afgedankt (zeil)schip dat dient om (krijgs)gevangenen in onder te brengen.

## Geschiedenis
Voornamelijk in de 18e en begin 19e eeuw werden gevangenisschepen gebruikt om de overtollige gevangenissen aan de wal te ontlasten. Vooral tijdens de Oorlog van 1812 en de Napoleontische oorlogen werden gevangenisschepen gebruikt om vijandelijke krijgsgevangenen in op te sluiten. Meestal waren deze gevangenisschepen afgedankte fregatten en meerdekse linieschepen. De Fransen, Engelsen en de jonge republiek van de Verenigde Staten hadden zulke gevangenisschepen om gevangengenomen zeelui in op te sluiten tijdens de onderlinge oorlogen.
De gevangenisschepen waren van hun bovenste scheepsmasten en tuigage ontdaan, zodat alleen de ondermasten overeind stonden om eventueel vlaggenseinen en lantaarnverlichting aan te brengen. Deze voormalige zeilschepen lagen op een behoorlijke afstand van de oever voor anker. Zo lagen in de monding van de Theems en Humber in het begin van de 19e eeuw enkele gevangenisschepen. Ook elders, zoals in Kingston in Ierland lagen er gevangenisschepen. In 1833 diende het gekaapte voormalige Amerikaanse fregat, de "USS Essex" daar als gevangenisschip. De Britten maakten veelvuldig gebruik van gevangenisschepen, onder meer in Gibraltar, Sheerness, Woolwich, Portsmouth, Chatham, Deptford en Plymouth. De Amerikanen hadden gevangenisschepen in Brooklyn, in Wallabout Bay in de East River en in de haven van New York zelf.
Ook elders in de Atlantische Oceaan nabij Bermuda en in de Caraïbische Zee nabij Antigua lagen Britse gevangenisschepen.
Aan Franse zijde lagen er gevangenisschepen nabij Calais en Duinkerke en verder in enkele Franse havens langs de Atlantische kust.
Ook in de Middellandse Zee, zoals bij Toulon en Marseille, lagen gevangenisschepen. De gewone gevangengenomen matrozen zaten gehuisvest op de verscheidene dekken, terwijl de officieren achteraan het schip in de voormalige officierskajuiten hun gedwongen onderkomen hadden. De levensomstandigheden op deze schepen waren over het algemeen erbarmelijk voor de gewone zeelui. Ze konden zich amper wassen en de stank was soms niet te harden op de tussen- en onderdekken. Enkele putsemmers voor soms 80 gevangenen voor de sanitaire behoeften was geen uitzondering. Het voedsel en drinken dat ze kregen, was ook niet van het allerbeste. De officieren hadden het iets beter en zaten in de officierskajuiten achteraan het schip. Ze werden voortdurend bewaakt en muiterij, rebellie of pogingen tot ontsnappen werden streng gestraft. Gevangengenomen officieren moesten hun bemanning zelf in de hand houden.
Eenmaal per dag werden de krijgsgevangenen, onder bewaking van zeesoldaten, gelucht op het bovendek.'s Nachts lagen de gevangenen in rijen naast elkaar te slapen waar voordien de kanonnen opgesteld stonden. De kanonluiken aan beide boordzijden waren hermetisch gesloten met hier en daar een opening. De enige uitgang was naar het luikgat aan dek.
De bevoorrading gebeurde met sloepen die een pendeldienst onderhielden van en naar de schepen. Met deze sloepen brachten ze ook gevangenen van en naar de oever. De gevangenisschepen zelf lagen meestal buitengaats, niet ver van de kust, voor anker. Meestal was het riskant voor de ontsnapten om in het koude water, in de stroming, een eind naar de oever te zwemmen.
Na de beëindiging van de vijandelijkheden werden de krijgsgevangenen vrijgelaten en verdween de functie van veelvuldige gevangenisschepen in de loop van de 19e eeuw. In 1945 maakten de Duitsers gebruik van gevangenisschepen waaronder de per abuis door de RAF tot zinken gebrachte Cap Arcona en Thielbek. Heden ten dage kampt men met de overvolle gevangenissen en werd het idee voor gevangenisschepen weer naar voren gebracht. De HMS Maidstone bijvoorbeeld lag in de jaren 1970 in Noord-Ierland voor door de Britten gevangengenomen strijders en aanhangers van de IRA, onder wie in 1972 Gerry Adams, en de HM Prison Weare lag van 1997 tot 2006 aan de zuidkust van Engeland, van 1988 tot 1992 was dit laatste schip onder naam Maritime Facility II (MTF2) al gebruikt in de Verenigde Staten als gevangenis in de East River.